# 耐油性
耐油性（たいゆせい、英語：oil resistance）とは、油状物質一般による影響の受けにくさを指す概念。
評価の対象は油だけでなく、水以外の各種有機溶剤が含まれる場合もある。

## 概要
一般に「耐油性がよい」とは、その物体が油脂類に長時間接触しても性状の変化を起こさず、使用に問題がない事を意味する。
しかし、耐水性の評価対象が水だけなのに対し、耐油性の評価対象となる物質は多様である。
古典的には常温付近で、オイルやグリスによって目立った変質変形を起こさず、特に漏洩のないことが重視されたが、やがて機械類の使用環境や構造が高度化して要求水準が厳しくなり、現在では同じ「耐油性」という言葉が使用されていても、分野が違うと単純な比較は難しい。
また、部品類の性能指標として使用される傾向が強く、この場合、複数の物質（材質）で構成された物体について、その構造まで考慮する必要がある。例えば、耐油性に劣る材質部分を別の物質で保護している場合、その保護層の耐久性が実質的な耐油性となる。
さらに、油の使用条件自体が油圧や冷却用途に見られるとおり広いうえ、エンジンオイルのように複数の物質を混合した製品も対象となる。すなわち、温度や圧力の変動による物理的な作用と、材質とオイルそれぞれの添加剤同士の化学反応も検討しなければならない。これには、分解・変性により生じる物質も含まれる。

## 各論
純物質に対し、各種の溶剤が及ぼす影響（耐溶剤性）についてはデータが蓄積されている。いくつかの原則が見いだされているが、耐油性との相関には例外もある。
- 極性差が大きい分子同士は混合しにくく溶解度が小さい。その様な組合せでは耐油性が大きくなる
- 耐熱性が高い物質は分子結合が強いため、耐油性も高い
- 高温、高圧では分子の運動エネルギーが大きくなり一般に溶解度も大きくなるため、耐油性も低くなる

### ゴム
ゴムは油によって膨潤しやすく、耐性の優れた合成ゴムが開発された。
- ニトリルゴム(NBR) アクリロニトリルとブタジエンを重合させたもので、前者が多いほど耐油性が高まるが、耐寒性は低下する。極性が大きいため非極性の鉱油に強いが、動植物性油脂や極性物質を添加したオイルには弱い
- フッ化ビニリデン系ゴム(FKM) フッ素ゴムとも。テフロンに近い性質を備えるため、極性物質にも強いが高コストが難点となっている。

### 塗料
ペンキに代表される塗料は表面保護剤としての役割も持つことから、耐油性も期待される。
特定の溶剤にのみ溶解する樹脂や、塗布後の化学反応、エマルジョンなどの手法により、溶剤に溶かして使用するが溶剤に溶けないという相反する性質を実現する。

### 紙
油脂類を多く含む食品（フライドポテト、バターなど）の包装や、化粧合板の表面紙（木目などを印刷）、ショッピングバッグの内側コート、塗装時のマスキングテープ、各種型どり用の剥離紙など。
パラフィン紙のような古典的なものから、フッ素樹脂やシリコーンなどで加工したもの、繊維密度を高くした紙などが利用されている。
目的により、完全に油をはじくものや、余分な油を吸わせるため片面だけコートしたものなど様々である。食品向けとして現在では非フッ素系耐油紙が使用されている。